# Pearcea
Pearcea, biljni rod iz porodice gesnerijevki (Gesneriaceae) smješten u podtribus Gloxiniinae, dio tribusa Gesnerieae, potporodica Gesnerioideae. Pripada mu 18 vrsta s istočnih padina Anda

## Opis roda
Pearcea je izvorno opisana kao monotipski rod. Mansfeld (1936.) je kasnije dodao drugu vrstu. Naknadna analiza dovela je do proširenja na oko 17 vrsta uključivanjem Parakohleria, nekoliko vrsta Kohleria i opisom novih vrsta.
Upadljiv je niz oblika cvjetova, uključujući praktički sferne cvjetove P. hypocyrtiflora. Rasprostranjen je prvenstveno u sjevernoj Južnoj Americi, na istočnim padinama Anda i susjednim nizinama od sjeverne Kolumbije preko Ekvadora i Perua do sjeverozapadne Bolivije.
Rod se javlja u nizu staništa, od nizinskih prašuma (ispod 700 m) do oblačnih šuma iznad 2500 m. Niže planinske šume posebno su bogate vrstama ovog roda.
Postoji relativno malo vrsta u uzgoju, iako se P. hypocyrtiflora široko uzgaja i cijenjena je zbog svog lijepog lišća kao i osebujnih cvjetova.

## Vrste
1. Pearcea abunda (Wiehler) L.P.Kvist & L.E.Skog
2. Pearcea bella L.P.Kvist & L.E.Skog
3. Pearcea bilabiata L.P.Kvist & L.E.Skog
4. Pearcea cordata L.P.Kvist & L.E.Skog
5. Pearcea fuscicalyx L.P.Kvist & L.E.Skog
6. Pearcea glabrata L.P.Kvist & L.E.Skog
7. Pearcea gracilis L.P.Kvist & L.E.Skog
8. Pearcea grandifolia L.P.Kvist & L.E.Skog
9. Pearcea hispidissima (Wiehler) L.P.Kvist & L.E.Skog
10. Pearcea hypocyrtiflora (Hook.fil.) Regel
11. Pearcea intermedia L.P.Kvist & L.E.Skog
12. Pearcea lutea J.L.Clark & H.Garzón; otkrivena 2022
13. Pearcea pileifolia J.L.Clark & L.E.Skog
14. Pearcea purpurea (Poepp.) L.P.Kvist & L.E.Skog
15. Pearcea reticulata (Fritsch) L.P.Kvist & L.E.Skog
16. Pearcea rhodotricha (Cuatrec.) L.P.Kvist & L.E.Skog
17. Pearcea schimpfii Mansf.
18. Pearcea sprucei (Britton) L.P.Kvist & L.E.Skog
19. Pearcea strigosa L.P.Kvist & L.E.Skog